# 미디어젠
미디어젠 (MediaZen Inc.)는 대한민국의 음성인식 솔루션 기업이다. 본사는 경기도 성남시 분당구 성남대로 925번길 41에 위치해 있으며 대표이사는 고훈이다.
초거대 AI 데이터 구축 사업에 참여하고 있다

## 상장
2019년 11월 5일에 주관사를 교보증권으로 공모가 10,600원에 코스닥 시장에 상장하였다.

## 참고문헌
1. ↑  종목분석보고서-미디어젠, 2022년 6월 23일
2. ↑  미디어젠, 부산외국어대학교와 AI 교육 혁신 위한 MOU 체결, 뉴스와이어, 2023-11-27
3. ↑  미디어젠, 초거대 AI 모델 학습용 데이터 구축 사업 선정, AI타임즈, 2023.08.29